# ديوي موريس
ديوي موريس (بالإنجليزية: Dewi Morris)‏ هو صحفي ورائد أعمال بريطاني، ولد في 9 فبراير 1964 في كيركهاول ‏ في المملكة المتحدة.

## وصلات خارجية
- ديوي موريس عل موقع إسبنسكروم (الإنجليزية)